# Georgina Trujillo Zentella
Georgina Trujillo Zentella (Ciudad de México, 17 de diciembre de 1962). Es una política mexicana, exmiembro del Partido Revolucionario Institucional, ha sido presidente municipal de Centro, Tabasco, senadora de 2000 a 2006 y dos veces diputada federal 2009-2012 y 2015-2017. Fue candidata a la Gubernatura de Tabasco del PRI en las elecciones estatales del 2018.

## Estudios
Georgina Trujillo es Licenciada en Administración de Empresas egresada de la Universidad Juárez Autónoma de Tabasco, es hija del exgobernador de Tabasco, Mario Trujillo García.

## Cargos públicos
Georgina Trujillo ha desarrollado su carrera política dentro de la Confederación Nacional de Organizaciones Populares del PRI, ocupó los cargos de Delegada de la Secretaría de Turismo y del Instituto Nacional de Antropología e Historia en Tabasco, electa Presidente Municipal de Centro, el municipio que incluye a la capital del estado Villahermosa de 1998 a 2000 y al inicio del gobierno de Roberto Madrazo Pintado fue su Coordinadora General de Asesores. 
Fue Senadora por Tabasco en las LVIII y LIX Legislaturas de 2000 a 2006, este último año fue elegida Diputada plurinominal al Congreso de Tabasco y Presidente estatal del PRI.
Fue Diputada federal por el estado de Tabasco en la LXI Legislatura del Congreso de la Unión, cargo que ocupó  en dos ocasiones, en el primer período del 1 de septiembre de 2009 hasta el 31 de agosto de 2012 y el segundo 1 de septiembre de 2015 al 23 de diciembre de 2017.